# Мост Менял
Мост Менял (фр. Pont au Change) — мост в центре Парижа, перекинутый через реку Сену. Мост Менял находится на границе 1-го и 4-го округов и соединяет остров Сите на уровне Дворца Правосудия и Консьержери с правым берегом неподалёку от театра Шатле. Своё имя мост получил из-за множества лавок менял, ранее располагавшихся в домах, которыми был застроен мост до 1788 года.

## Числа и факты
- Длина моста: 103 м
- Ширина: 30 м, включая два тротуара шириной 6 м каждый
- Тип конструкции: арочный мост с 3 арочными пролётами длиной 31 м[2]
- Архитекторы: Paul-Martin Gallocher de Lagalisserie и Paul Vaudry
- Строительство велось с 1658 по 1660 год
- Метро: линии 1, 4, 7, 11, 14, станция Шатле (Châtelet)

## История

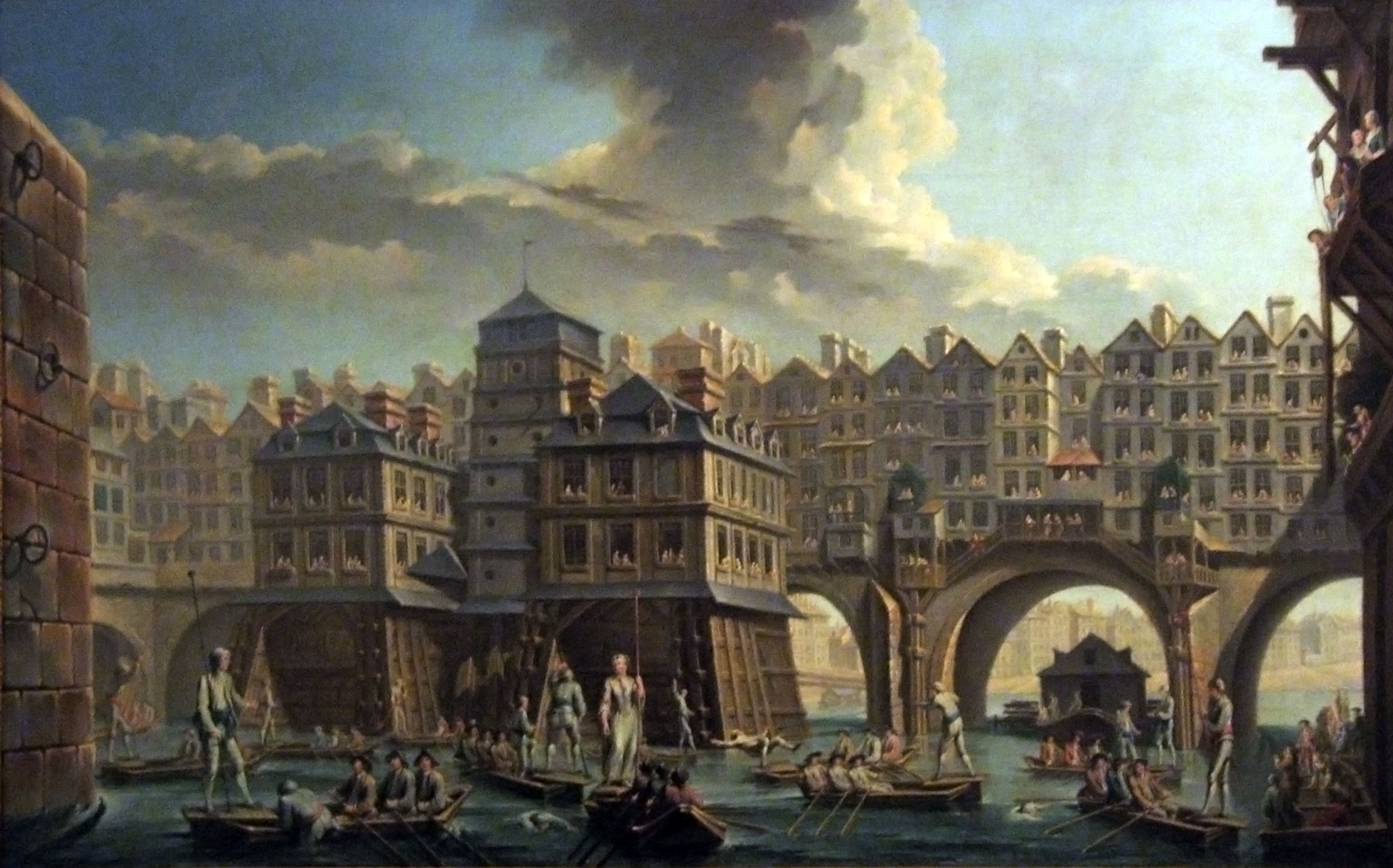
Застройка моста в 1756 г.

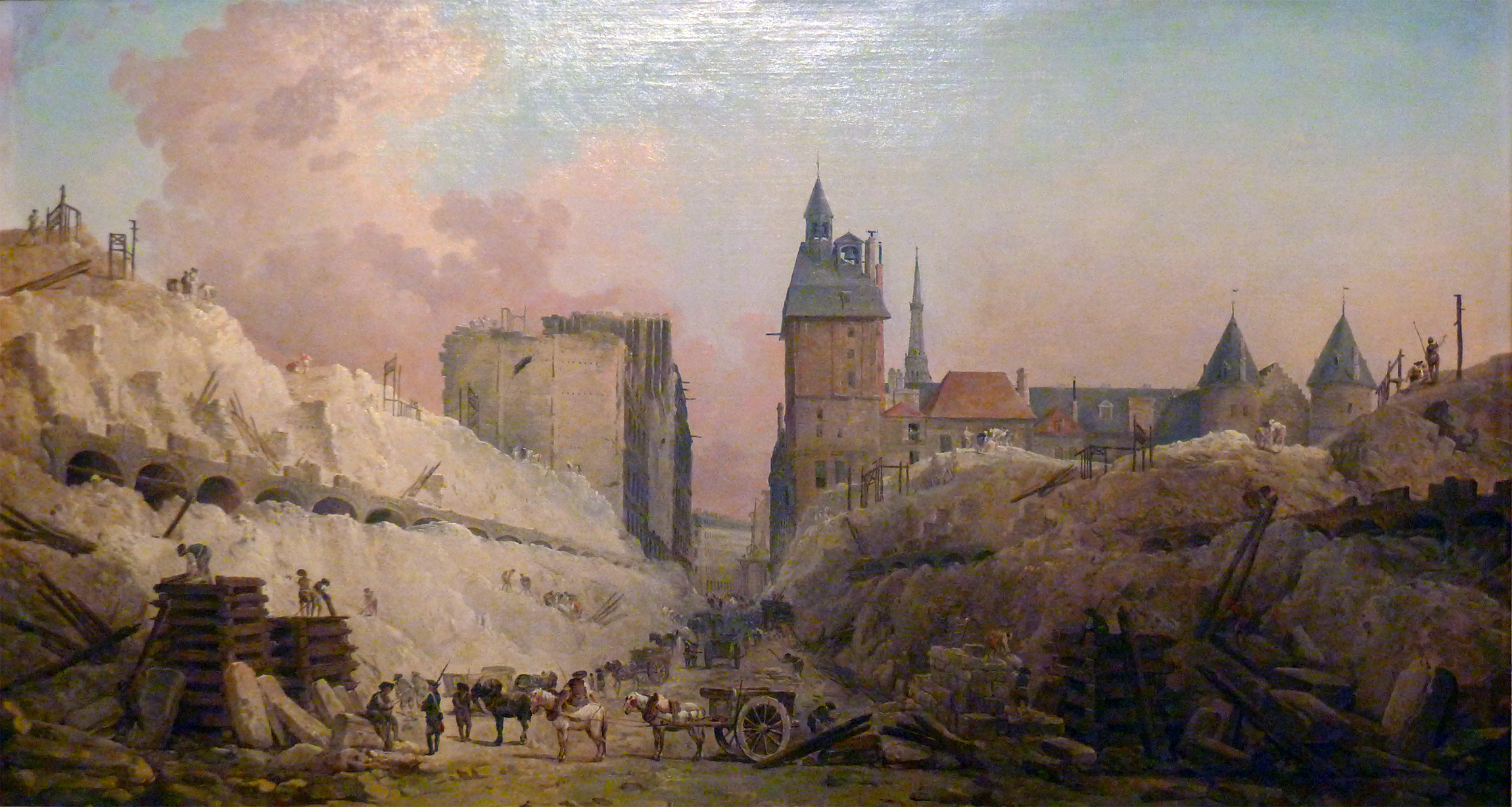
Снос домов на мосту менял в 1788 году (картина Юбера Робера)

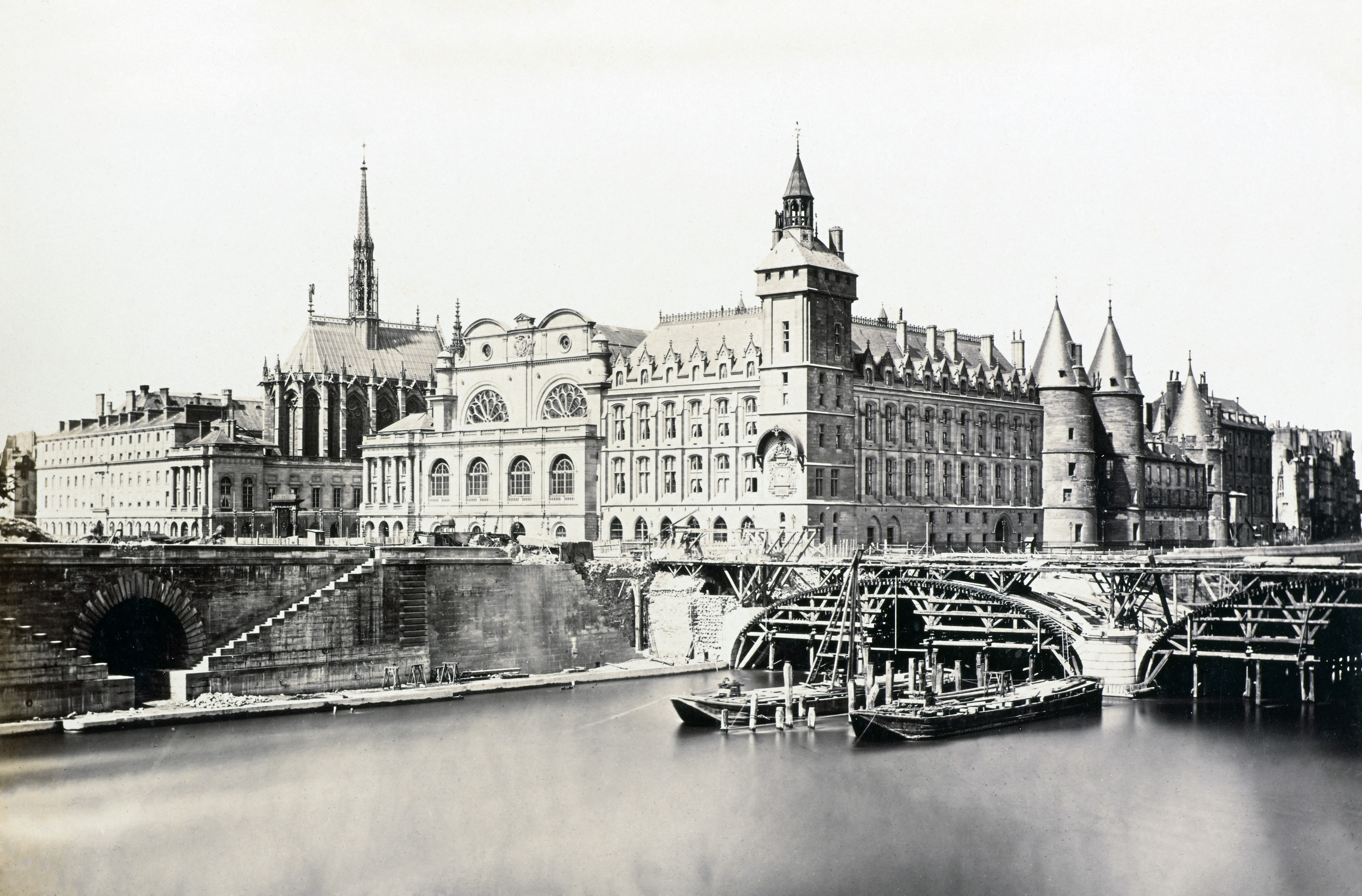
Консьержери и обновление моста Менял, 1860 год

Первый деревянный мост, располагавшийся на месте нынешнего, был выполнен предположительно при короле Карле Лысом в IX веке после прекращения нападений на Париж со стороны норманнов. Мост являлся продолжением улицы Сен-Дени, ведущей со стороны Фландрии, и вёл непосредственно к королевскому дворцу на острове Сите, за что был назван Королевским (Pont du Roy). Для защиты Сите на правом берегу в 1130 году была построена крепость Большой Шатле, но после сооружения городской стены при Филиппе II Августе крепость потеряла свою оборонительную функцию и служила тюрьмой до 1802 года. Сейчас на этом месте находится площадь Шатле.
Как это было принято в Средние века, мост был так плотно застроен зданиями, что невозможно было увидеть реку. 140 домов и 112 лавочек и мастерских ремесленников, а также мельница делали мост важным финансовым пунктом Парижа. На мосту происходил денежный и товарный обмен, отсюда и происходит название моста. В течение следующих веков мост ещё несколько раз менял названия: Grand Pont (1273), pont à Coulons, pont aux Colombes, pont aux Meuniers, pont de la Marchandise, pont aux Marchands и pont aux Oiseaux. Мост Менял часто рушился, его приходилось часто чинить. По этому поводу поэт XVII века Клод Ле Пети писал:
Хоть сделали тебя прескверно

 и вечно чинят — не беда!

 Мостом Менял ты назван верно:

 Ведь ты меняешься всегда.
После переезда королевского двора в Лувр дорога от дворца к Нотр-Даму, куда ходила королевская свита на богослужения, проходила по мосту Менял, поэтому было решено украсить мост скульптурами французских королей, в том числе молодого Людовика XIV. Сегодня эти скульптуры выставлены в Лувре.
В конце XVIII века с моста были снесены все постройки. Современный облик мост Менял приобрёл во времена Второй империи при бароне Османе. В 1860 году инженерами Романи и Водреем в ходе перестройки всего города был поставлен современный мост, украшенный инициалами Наполеона III. Ось моста перпендикулярна реке, сооружение является продолжением перспективы Дворцового бульвара, новой площади Шатле и далее бульваров Севастопольского и Страсбургского.

## В литературе
Мост Менял упоминается в романах:
- Виктора Гюго «Отверженные» и «Собор Парижской Богоматери».
- Патрика Зюскинда «Парфюмер. История одного убийцы» — на мосту находится дом и лавочка парфюмера Бальдини. В ту же ночь, когда главный герой романа Гренуй покидает дом Бальдини, мост Менял рушится вместе со спящим парфюмером.

## Расположение
| Расположение моста на Сене  | Расположение моста на Сене | Расположение моста на Сене      |
| --------------------------- | -------------------------- | ------------------------------- |
| Вниз по течению: Новый мост |                            | Вверх по течению: Мост Нотр-Дам |